# 康庄站 (北京市)
康庄站是京包铁路（原京张铁路）上的一个小火车站，位于北京市延庆区康庄镇境内，1909年随京张铁路关沟段竣工通车，是京包铁路在北京市境内的最后一个车站，也是康延支线的起点站。2019年6月，延庆区计划将康庄车站建筑群（包括老站房、作业场、监工处、机车库、水塔、煤台、礼堂、地堡）认定为不可移动文物。

## 业务办理
仅办理S287次列车的旅客乘降。